# Сергий III
Сергий III (лат. Sergius PP. III; ок. 860 — 14 апреля 911, Рим) — папа римский с 29 января 904 года по 14 апреля 911 года. Первый папа периода порнократии — периода насилия и беспорядков в центральной Италии, когда воюющие аристократические группировки стремились использовать материальные и военные ресурсы папства для собственного возвышения. Согласно источникам, Сергий III организовал убийство двух своих предшественников, Льва V и антипапы Христофора, и был единственным папой, имевшим внебрачного сына, который позже стал папой Иоанном XI. Его понтификат описывался современниками как «мрачный, позорный и беспощадный». Умер своей смертью.

## Ранняя карьера
Сергий был сыном Бенедикта, и традиционно считается, что он происходил из знатной римской семьи, хотя есть предположение, что он был на самом деле членом семейства комита Теофилакта І, графа Тускулумского. Он был рукоположён в иподиаконы папой Марином I, а в диаконы — папой Стефаном V (VI). Во время понтификата папы Формоза (891—896) он был членом партии дворян, которые поддерживали императора Ламберта, противника Формоза. Формоз возвёл Сергия в сан епископа Серветери в 893 году, по-видимому, для того, чтобы удалить его из Рима. Сергий перестал руководить приходами Серветери со смертью Формоза в 896 году, поскольку все рукоположения Формоза были объявлены недействительными, хотя папа Теодор II вскоре подтвердил эти назначения. Сергий также принимал активное участие в Трупном синоде, на котором судили труп папы Формоза.
Со смертью Теодора II в 898 году партия сторонников покойного Формоза избрала папой Иоанна IX, а партия его противников — Сергия. При поддержке Ламберта Иоанн ІХ был успешно интронизирован, и одним из его первых действий стал созыв синода, который отлучил Сергия и его последователей. Сергий был вынужден удалиться в ссылку в Серветери, под защиту Адальберта II, маркграфа Тосканы.
Когда в 903 году антипапа Христофор изгнал из Рима законного папу Льва V, Сергий заручился поддержкой влиятельнейшего патриция Альбериха І и комита Теофилакта І, графа Тускулумского, овладел Римом. Теофилакт І восстал против Христофора и попросил Сергия вернуться в Рим, чтобы стать папой. Сергий принял предложение, и при вооруженной поддержке Адальберта II вошёл в Рим. Христофор к тому времени был уже брошен в тюрьму Теофилактом І. Сергий был интронизирован 29 января 904 года.
Сергий III щедро наградил своего нового покровителя Теофилакта І, сделав его sacri palatii vestararius — главным чиновником, контролировавшим папские доходы и меценатство. Вся реальная власть теперь сосредоточилась в руках Теофилакта І, он фактически стал диктатором Рима и использовал понтифика как марионетку для расширения своих владений. Пожалуй, первым явным признаком этого изменения в соотношении сил была судьба двух предшественников Сергия ІІІ — папы Льва V и Христофора. В соответствии с хронистом Евгением Вульгарием, сторонником партии формозианцев, Сергий ІІІ приказал их обоих задушить в тюрьме где-то в начале 904 года. По другим данным, Христофору разрешили постричься в монахи и удалиться в монастырь. Скорее всего, именно Теофилакт І отдавал приказы об убийстве Льва V и Христофора или же толкал Сергия III на издание соответствующих указов. В течение оставшейся части своего понтификата Сергий III способствовал усилению могущества семьи графа Теофилакта І и аристократической партии.

## Деятельность в Италии
Сергий III созвал синод, который аннулировал все рукоположения Формоза и потребовал повторного рукоположения епископов. Утверждалось, что Сергий ІІІ сумел получить согласие римского духовенства в синоде, угрожая им изгнанием, насилием, а также посредством взяточничества. Решение синода вызвало недовольство епископов на местах, и часть их отказалась явиться для повторного рукоположения в Рим. После смерти Сергия ІІІ эти решения были аннулированы.
Подтвердив свою неизменную поддержку партии противников Формоза, Сергий ІІІ удостоил папу Стефана VI (896—897), ответственного за Трупный синод, хвалебной эпитафии на надгробии. Он также объявил всех пап после Стефана VI (VII) антипапами и провозгласил действительность постановлений Трупного синода.
Хотя Сергий ІІІ и Теофилакт І не поддерживали номинальную власть императора Людовика ІІІ, они не желали и предоставления императорского титула его сопернику, Беренгару I. Сергий ІІІ согласился короновать Беренгара І в 906 году, а Беренгар І, в свою очередь, предотвратил захват Рима силами Альбериха I Сполетского и Адальберта II Тосканского, оба из которых были сторонниками папы, но были недовольны его решением поддержать Беренгара І.
Сергий ІІІ восстановил Латеранский дворец, который был разрушен в результате землетрясения в 896 году, и снял украшения, сделанные антипапой Христофором. Сергий ІІІ реставрировал фрески и распятия и украсил стены новыми фресками. В 905 году он выделил средства на реставрацию церкви Сильва-Кандида, которая была опустошена нашествием сарацин. Папа также помог с восстановлением аббатства Нонантола, которое пострадало от атаки венгров, и, наконец, предоставил ряд привилегий отдельным монастырям и церквям в Западной и Восточной Франции.

## Отношения с Константинополем
Сергий ІІІ, как и его предшественники, продолжал отстаивать Filoque из Никейского символа веры, с которым не соглашалась восточная церковь. Папские легаты, которые присутствовали на Синоде в июне 909 году, обрушились на византийские позиции:
«Как Святой Апостольский Престол сделал известным нам, кощунственные ошибки Фотия всё ещё живы на Востоке, ошибки, которые учат, что Святой Дух исходит не от Сына, но от Отца… мы умоляем вас, досточтимые братья, в соответствии с наставлениями правителя римского престола, после тщательного изучения произведений отцов, извлечь из колчана Священного Писания острую стрелу, чтобы убить монстра, который снова восстал».
Почти столетие спустя это заявление привело к удалению имени Сергия ІІІ из диптихов патриархом Константинополя Сергием II.
Тем не менее, главной проблемой в отношениях с Константинополем во время понтификата Сергия ІІІ был вопрос о четвёртом браке византийского императора Льва VI. Император хотел жениться на Зое Карбонопсине и после критики со стороны Патриарха Константинопольского, Николая Мистика обратился к Сергию ІІІ. Папа послал папских легатов в Константинополь и высказался в пользу императора, на том основании, что четвёртый брак не осуждён Церковью в целом. Николай отказался принять это решение и отлучил Льва VI от церкви.

## Предполагаемые связи с Марозией
Утверждается, что Сергий ІІІ «наполнил папский двор любовницами и незаконнорождёнными детьми и превратил папский дворец в воровской притон». Хронист Лиутпранд Кремонский писал, что Сергий ІІІ имел связь с дочерью графа Теофилакта І Тускулумского Марозией, которая родила ему сына — будущего папу Иоанна XI (931—935). Она приходилась также бабкой будущему папе Иоанну XII. Одним из сыновей Феодоры ІІ Младшей был папа Иоанн XIII. Эти родственные связи проливают свет на сложное положение папства в первой половине X в. Сергий ІІІ передал свои светские функции главы Церковного государства в руки Теофилакта І, который титуловал себя князем, господином, консулом и сенатором Рима, а его жена Феодора І Старшая именовала себя «сенатриссой».
В 909 году Марозия вступила в официальный брак с Альберихом I Сполетским. Рождение будущего Иоанна XI в 910 году, казалось бы, указывает, что Сергий ІІІ не был его отцом. Однако было очень необычно для того времени, чтобы старший сын знатного дома был предназначен для карьеры в церкви, вместо того, чтобы унаследовать титул своего отца. Младший брат папы Иоанна ХІ Альберих впоследствии стал герцогом Сполето, что доказывает, что Иоанн ХІ был незаконнорождённым, и Сергий ІІІ является наиболее вероятным кандидатом на роль его отца.

## Смерть
Сергий III умер 14 апреля 911 года, и ему наследовал Анастасий III. Он был похоронен в соборе Святого Петра.

## Репутация
Несмотря на распутный образ жизни, Сергий ІІІ был любим римским людом за щедрость и заботу о восстановлении ветшающих дворцов и храмов Вечного города. Зная за собой немалые грехи, он засыпал золотом один из женских монастырей, обязывая монахинь сто раз в день произносить молитву за спасение его души.
При этом многие негативные характеристики Сергия ІІІ конъюнктурны и содержатся в трудах противников папы. Так, Лиутпранд Кремонский ввел понятие «Порнократия» — «власть блудниц», в отношении понтификата Сергия ІІІ, на эти сведения опиралась и Liber Pontificalis.
Цезарь Бароний, хронист XVI века, опираясь на Лиутпранда, особенно резко описывал Сергия ІІІ:
«Негодяй, достойный верёвки и огня… Невозможно поверить, что такой папа мог быть законно избран».
Однако реальность такова, что, когда Сергий ІІІ был изгнан Ламбертом Сполетским, все официальные документы были уничтожены. Следовательно, большая часть сохранившихся документов о Сергии ІІІ исходит от его противников, бежавших в Неаполь. При этом большинство современных историков негативно оценивают Сергия ІІІ и его понтификат. Гораций К. Манн пишет:
«Сергий был, к сожалению, явно выраженным человеком своей партии и тревожился лишь о её благе».
Лучшее, что Фердинанд Грегоровиус мог сказать о нём:
«Сергий оставался папой в течение семи бурных лет и был человек большой энергии, хотя апостольские добродетели едва ли можно найти в его характере.»
Джеймс С. Пэкер описал его как злобного и свирепого человека, убивавшего своих врагов, в то время как Уолтер Ульман — как типичного представителя дома Теофилакта, облечённого властью и погрязшего в сексуальных связях.